# خانه یزدی‌ها
خانه یزدی‌ها که در اواخر دوره قاجار ساخته شده است توسط سازمان میراث فرهنگی خریداری و در فهرست آثار ملی ثبت شد.
این خانه متعلق به حاج ابوالقاسم یزدی بوده و در مجموعه بافت تاریخی قزوین در نزدیکی پهنه دولت خانه، کاروان‌سرای سعدالسلطنه و گذر صالحیه قرار دارد.
بنا دارای دو ورودی شامل ورودی، هم کف و زیرزمین است. زیرزمین این بنا دارای هندسه بسیار زیبا، طاق‌های مختلفی است که توسط استادکاران قاجار اجرا شده است. بخش آب‌انبار خانه پراز خاک بود، بنابراین پس از خاک برداری، ساروج استفاده شده برای بنا پدیدار شد. معماری دستکند آب انبار و ساروج‌ها نشان می‌دهد قزوین در گذشته با مشکل بی آبی مواجه بوده است. این خانه هم‌اکنون به نگارخانهٔ هنر پایداری تبدیل شده است و آب انبار آن به پخش فیلم اختصاص یافته است.

## نگارخانه

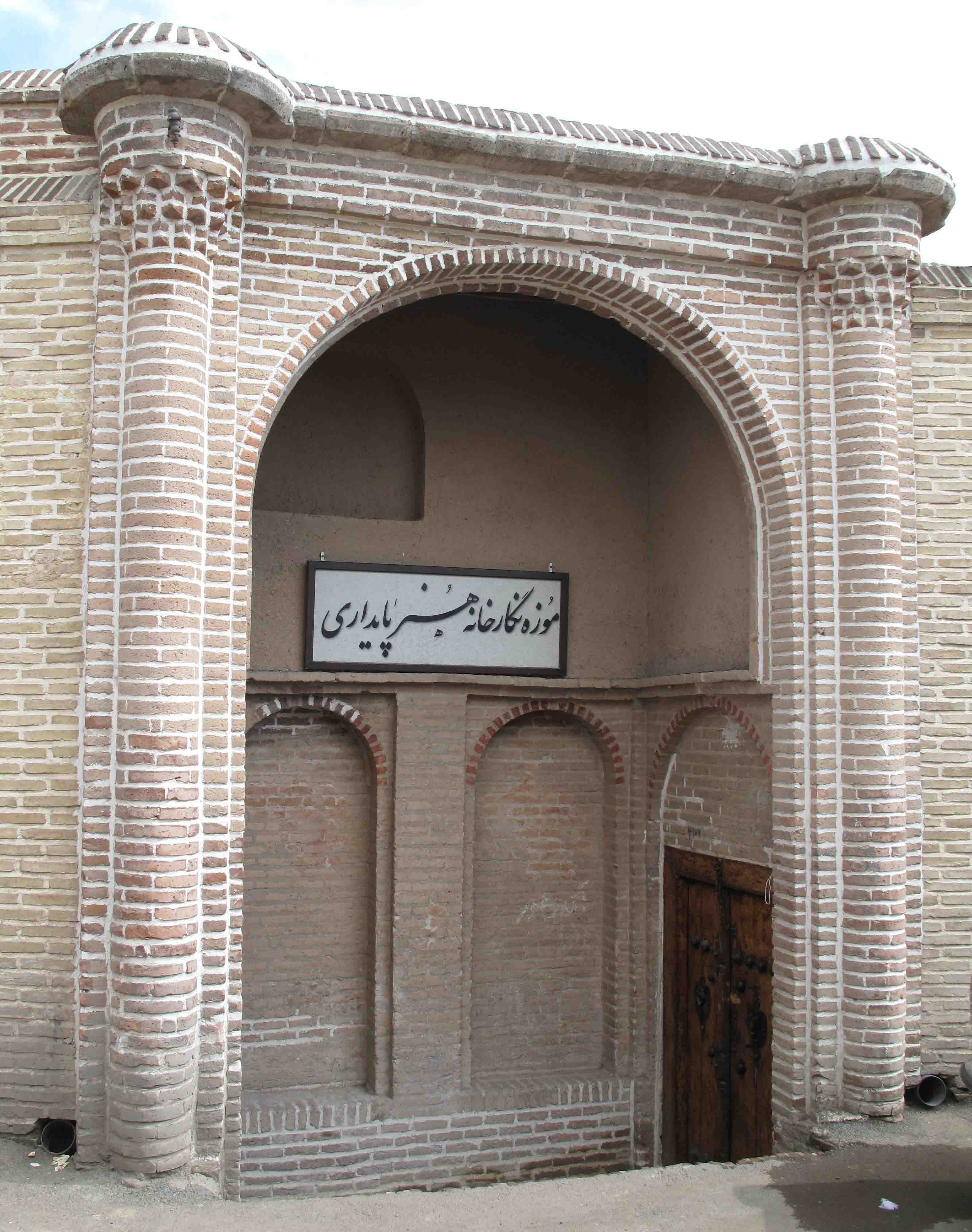
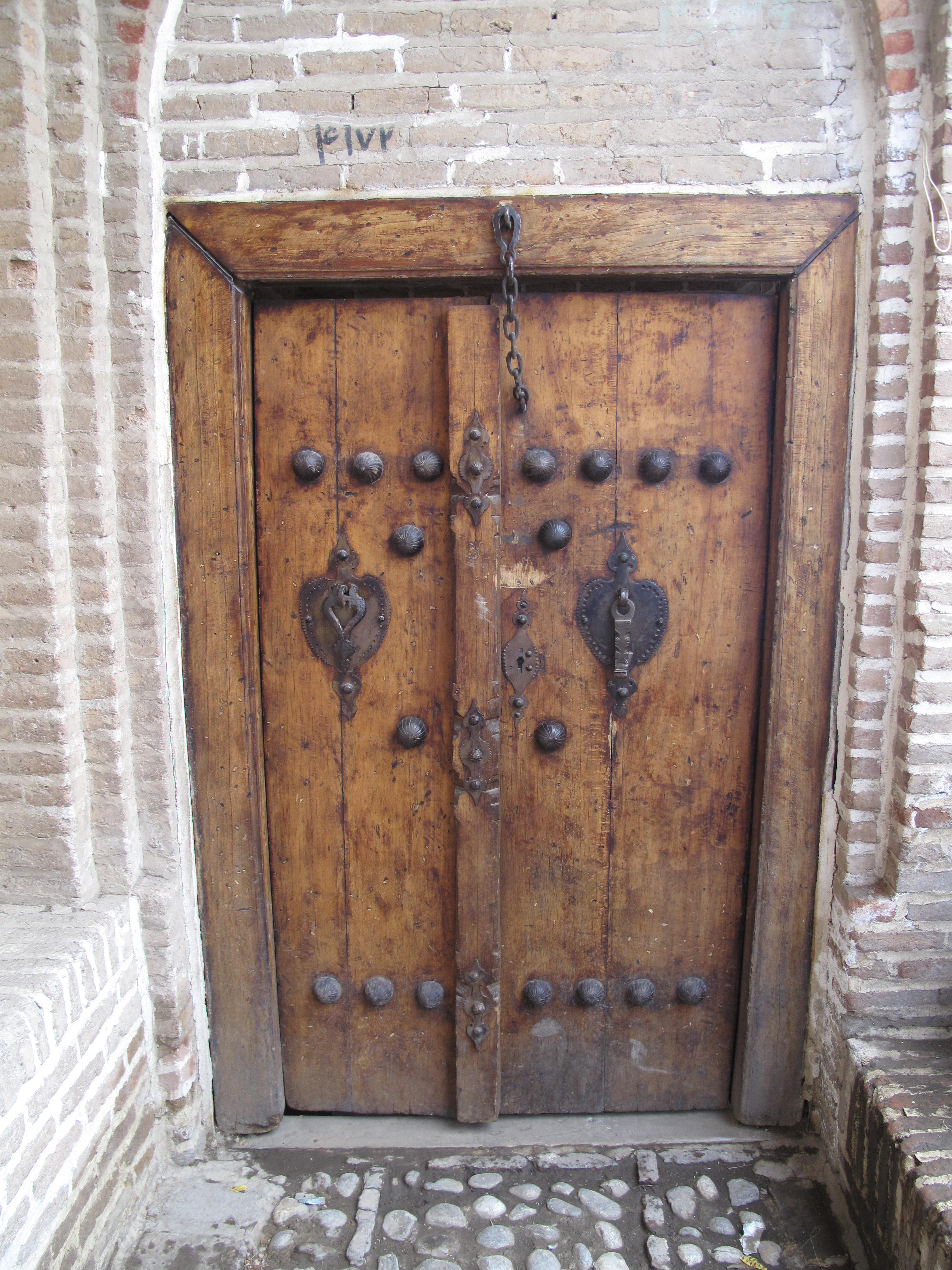
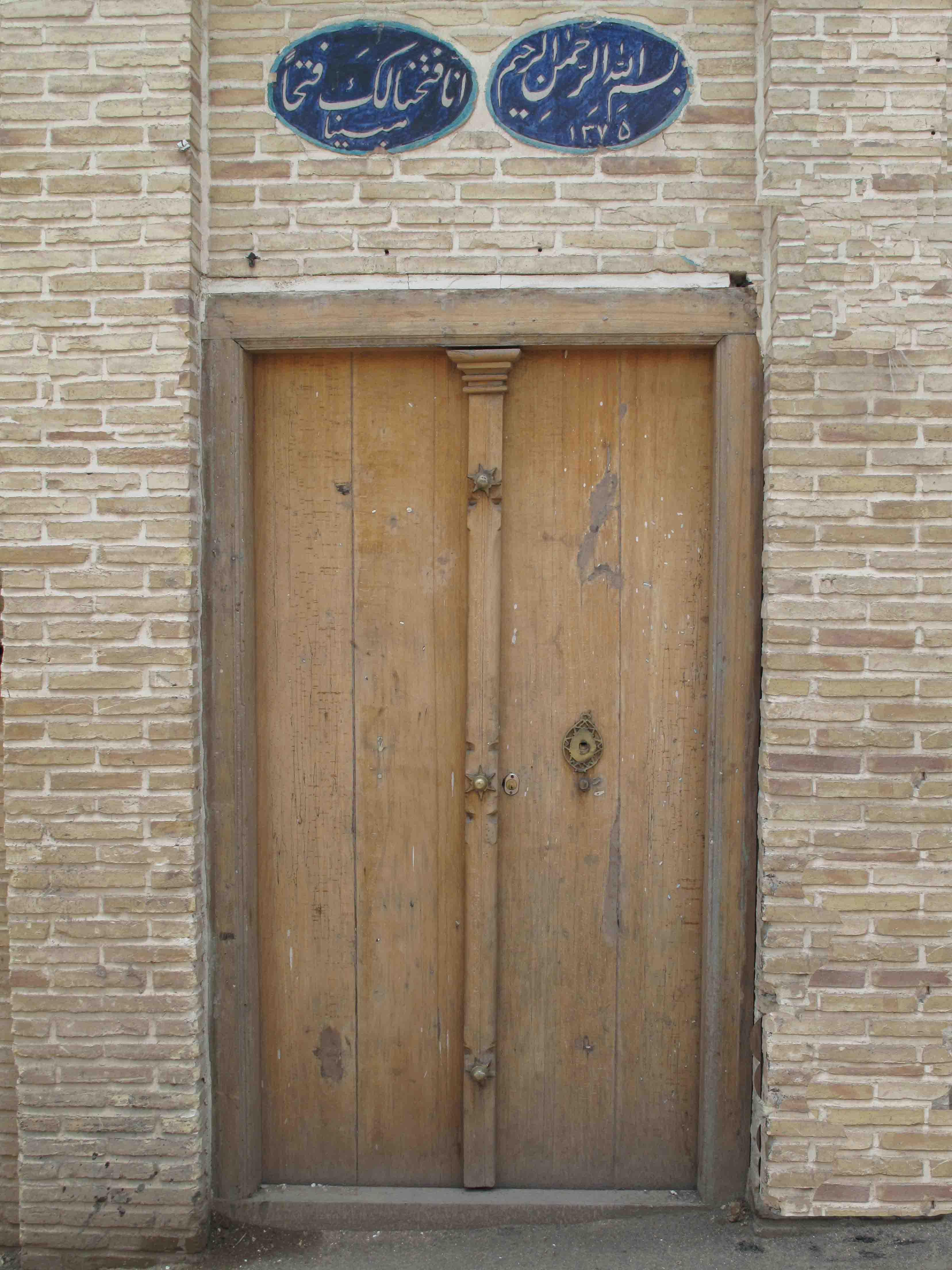
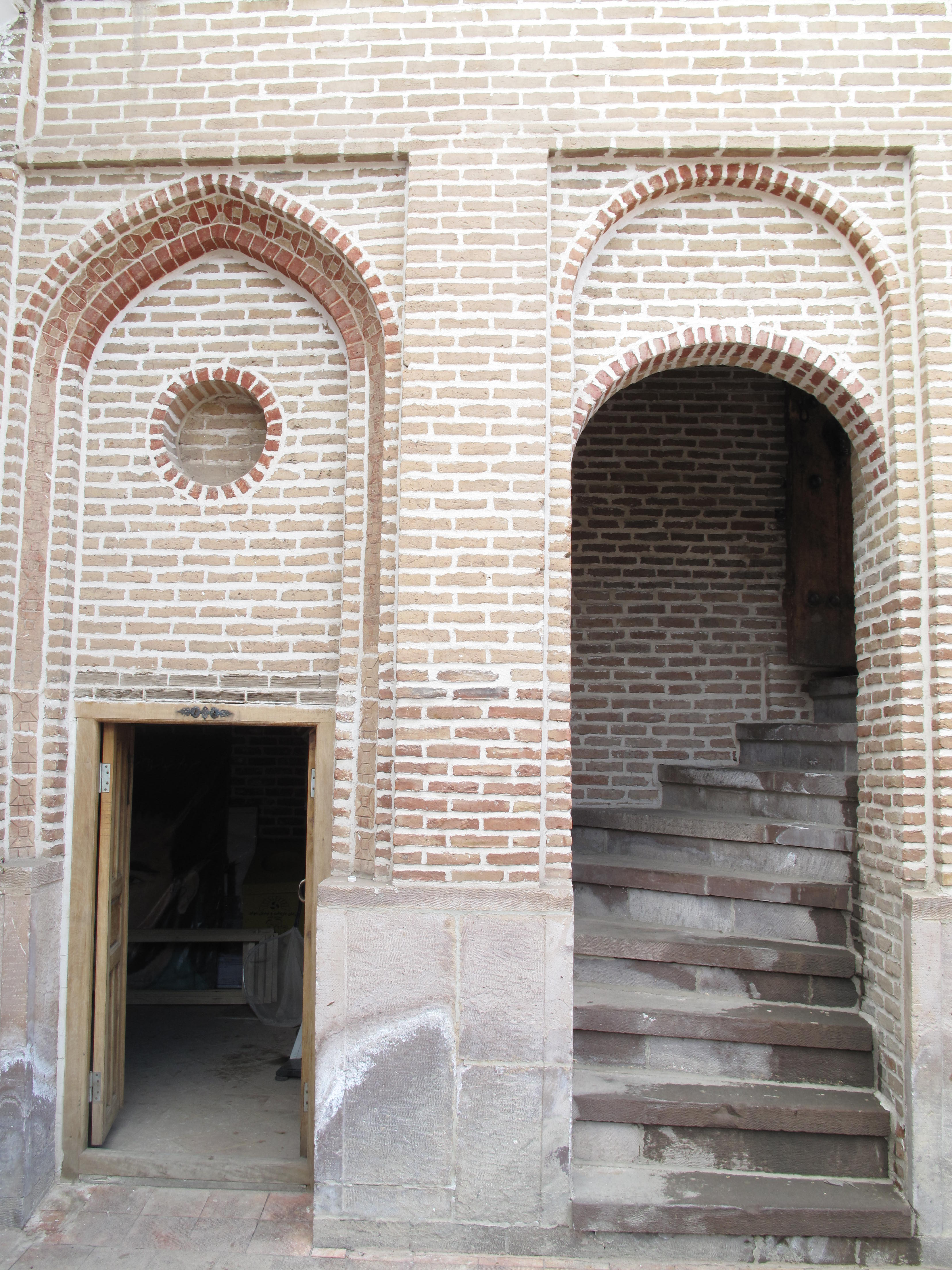
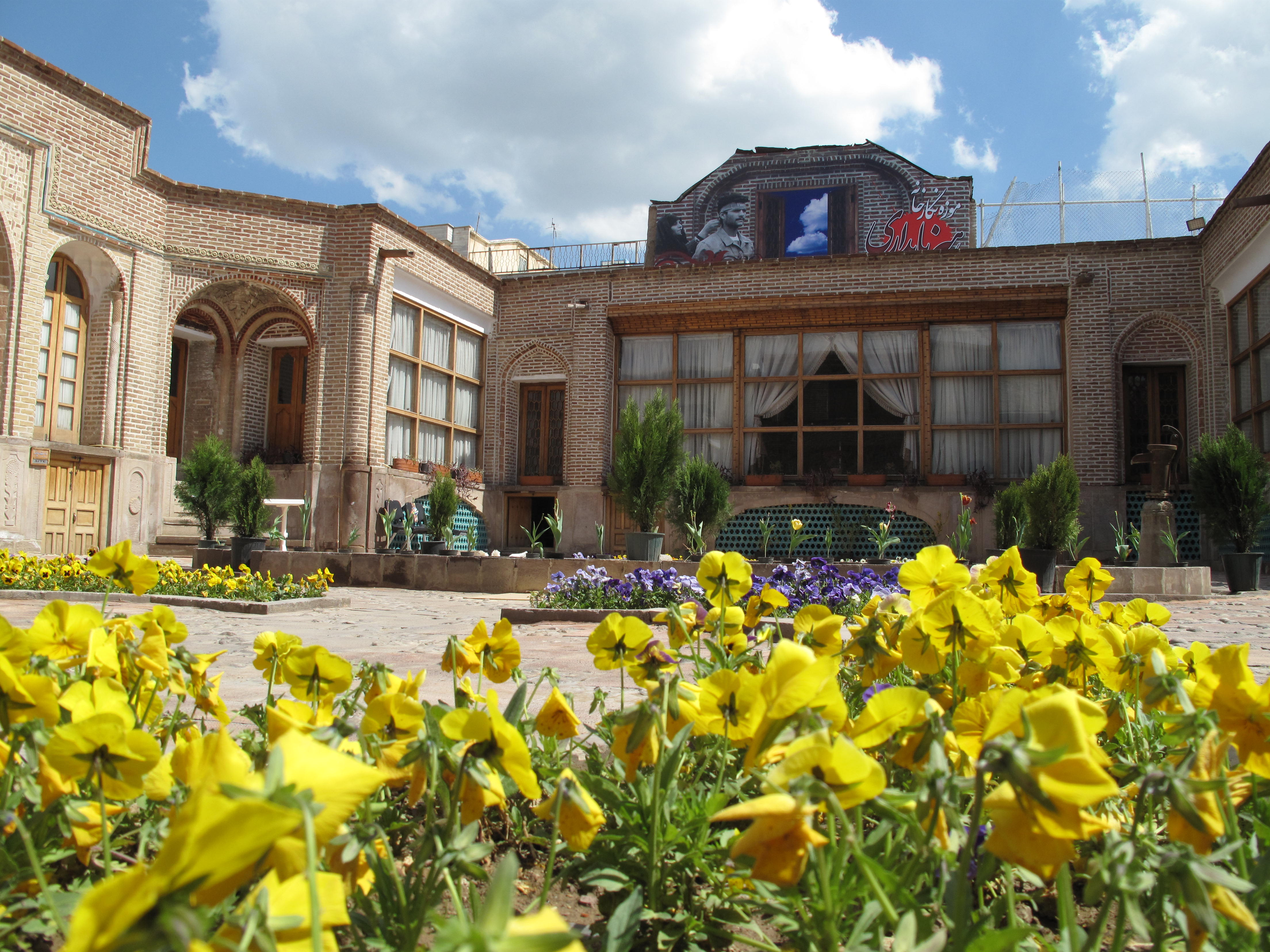
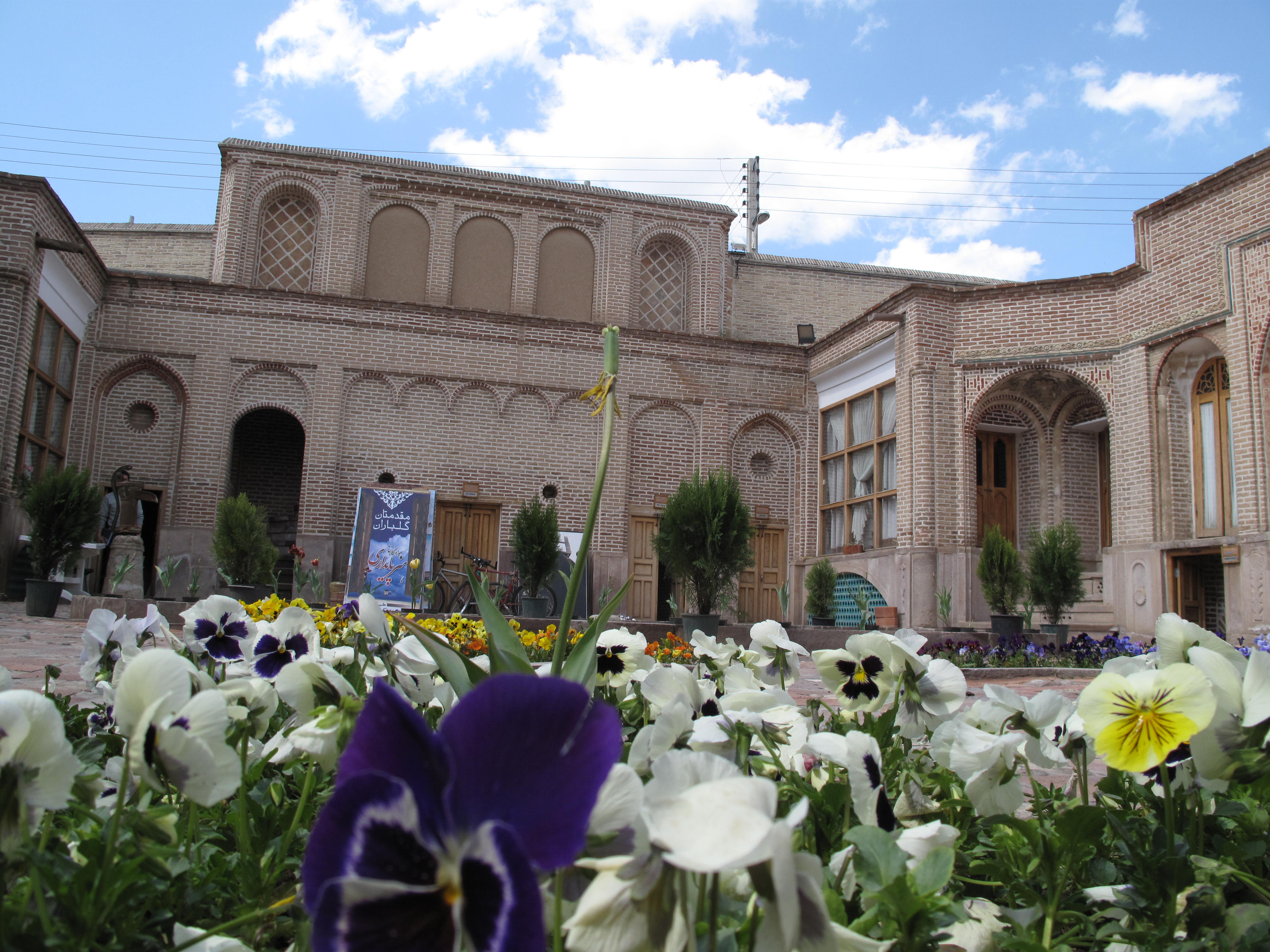
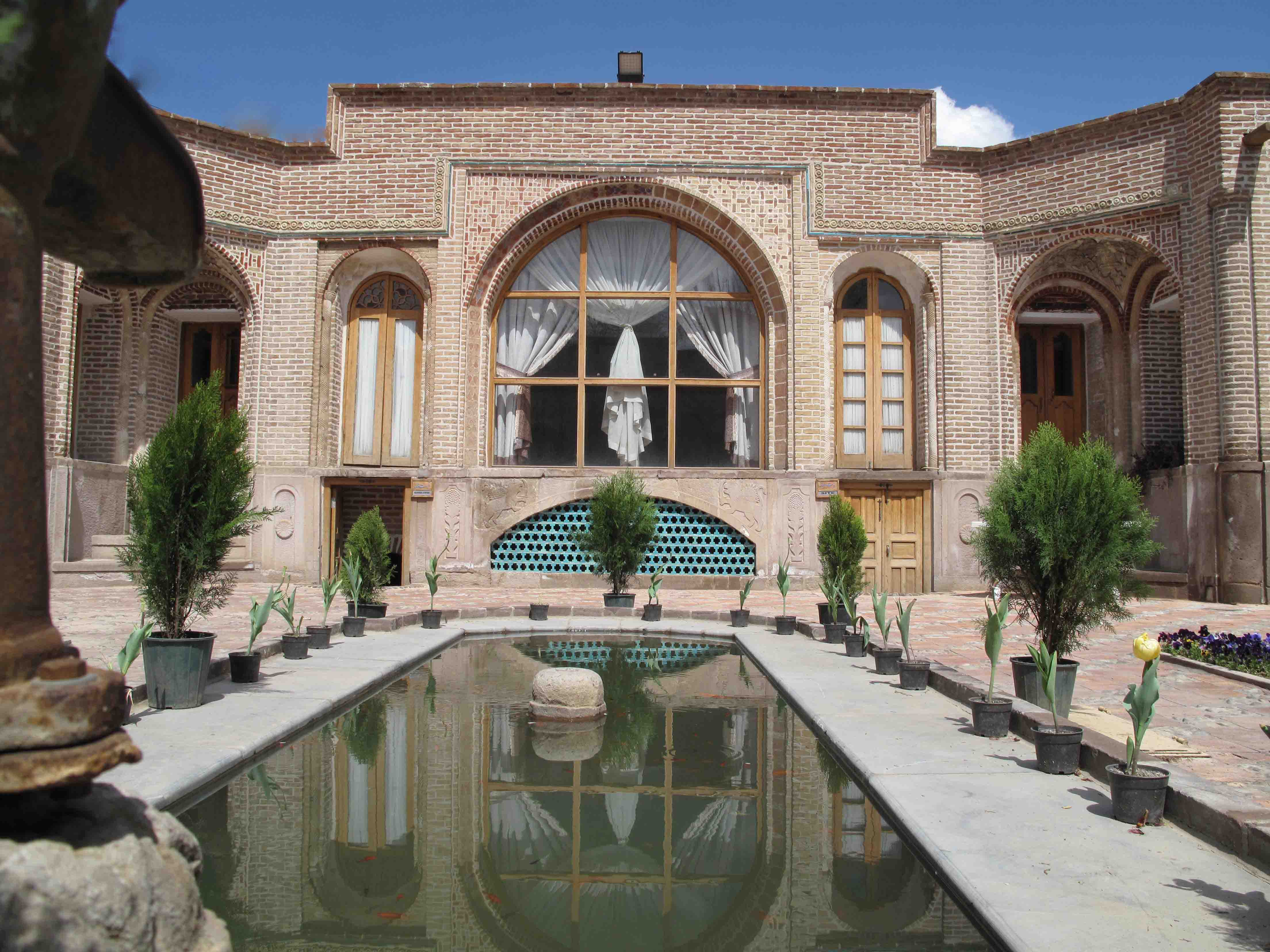
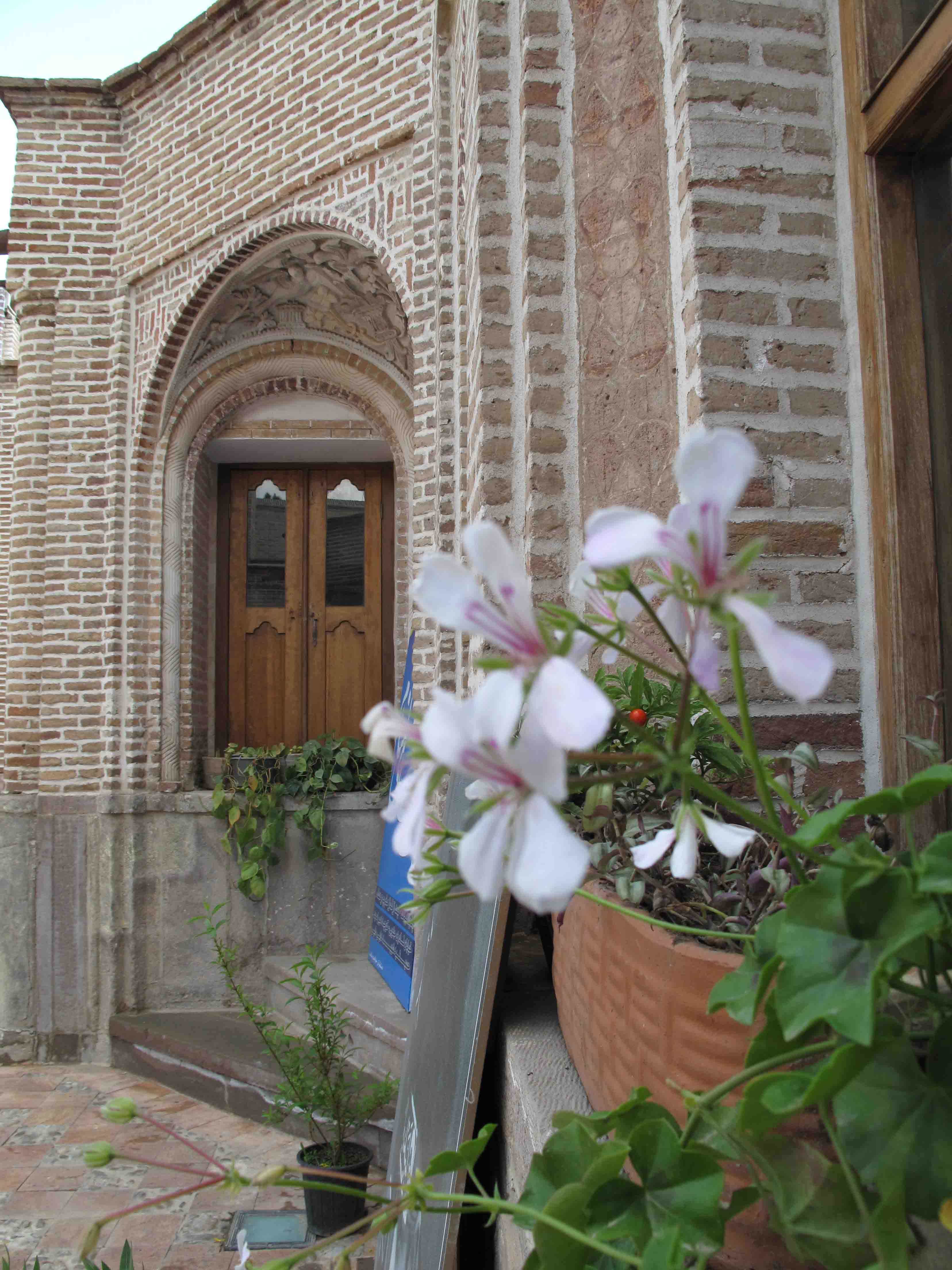
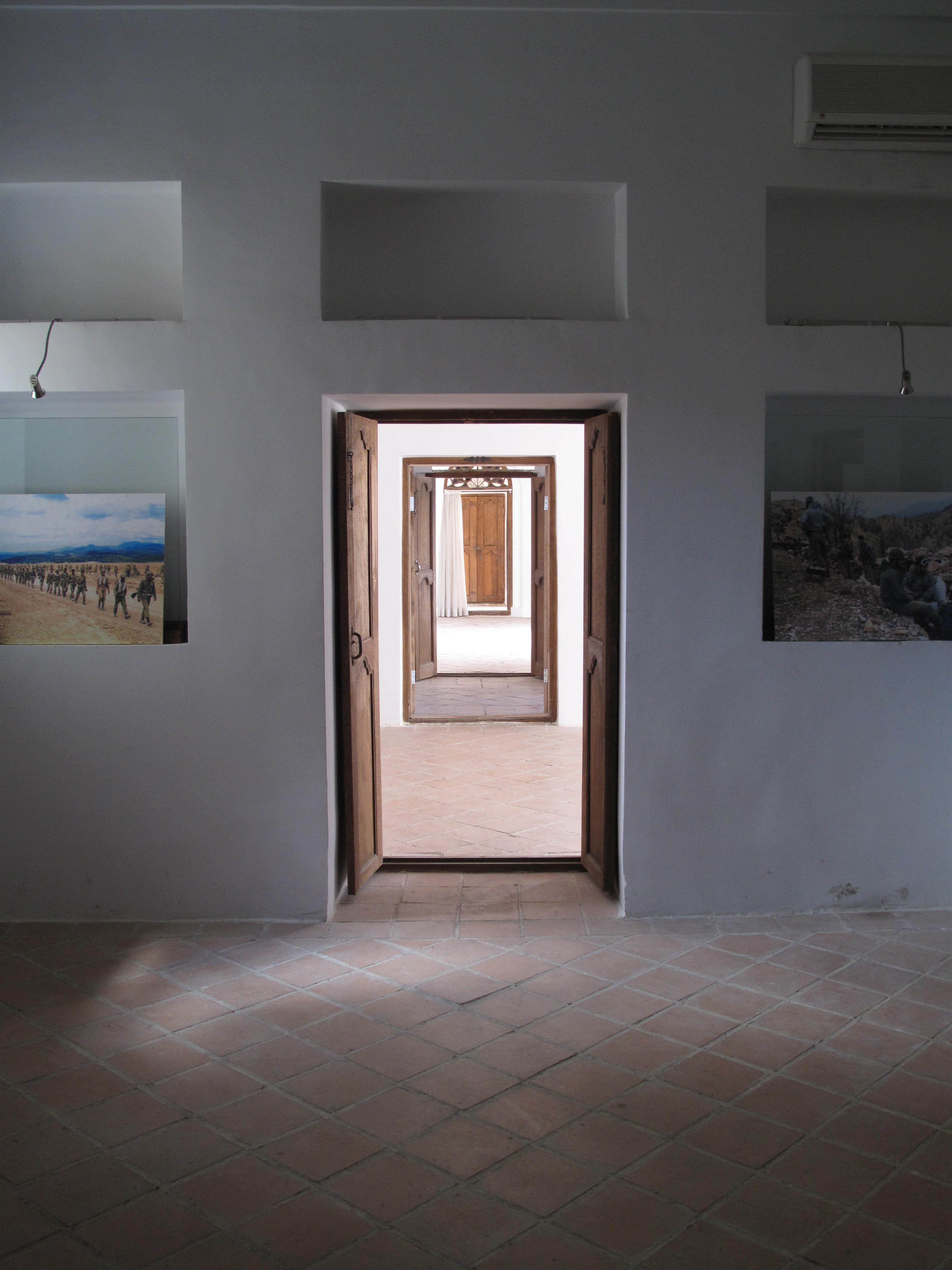
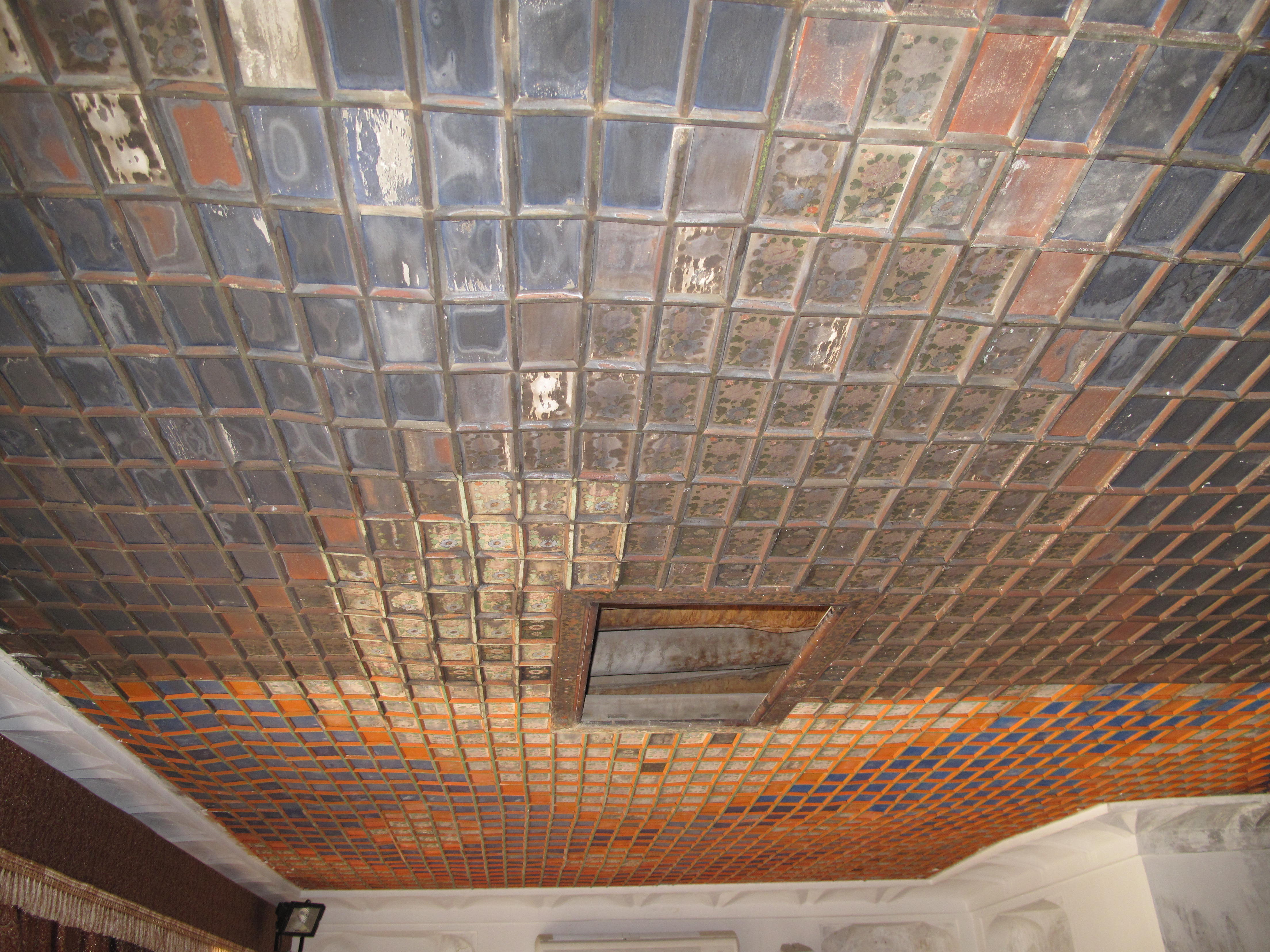
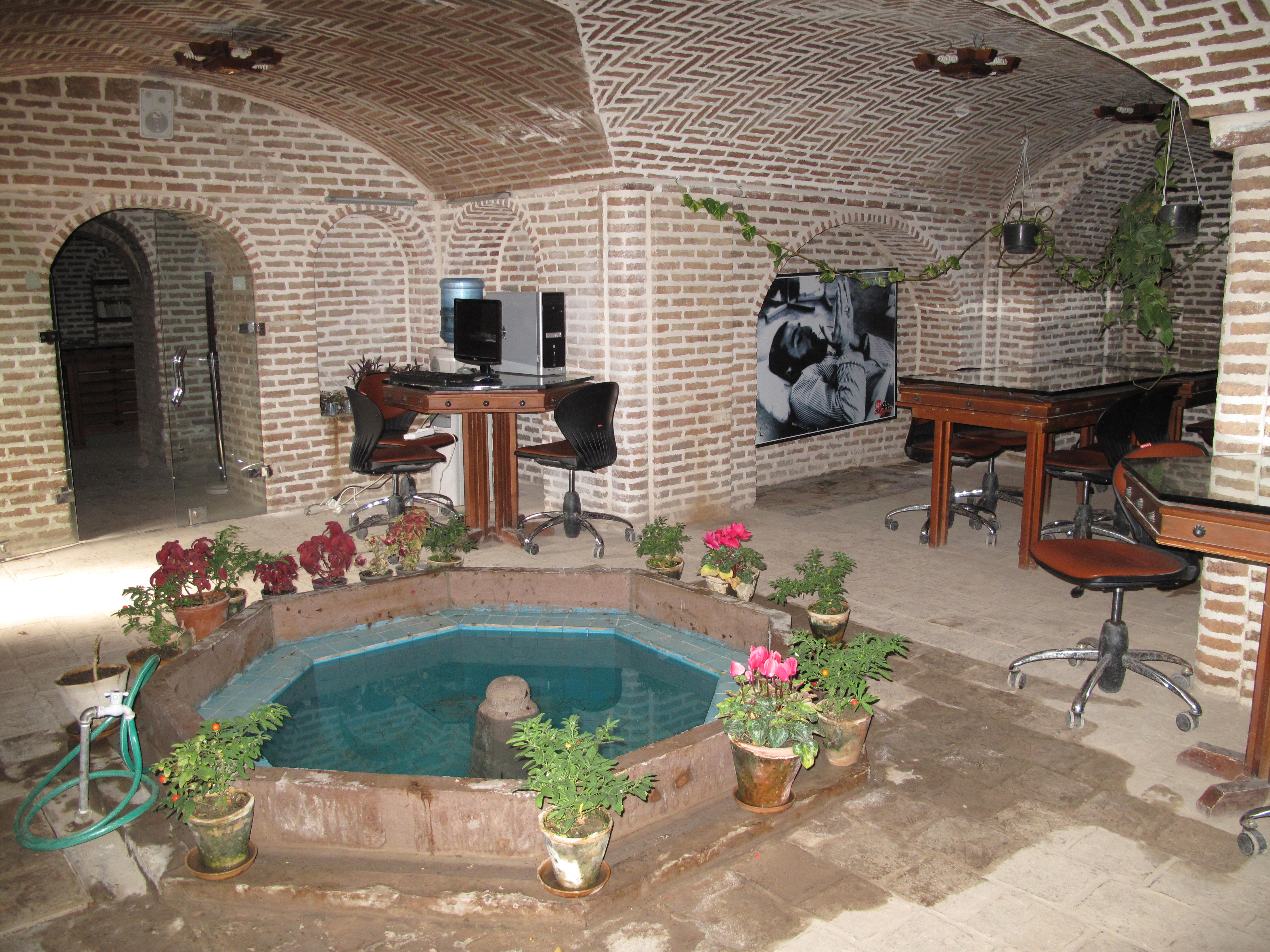